# 真宗大谷派竹鼻別院

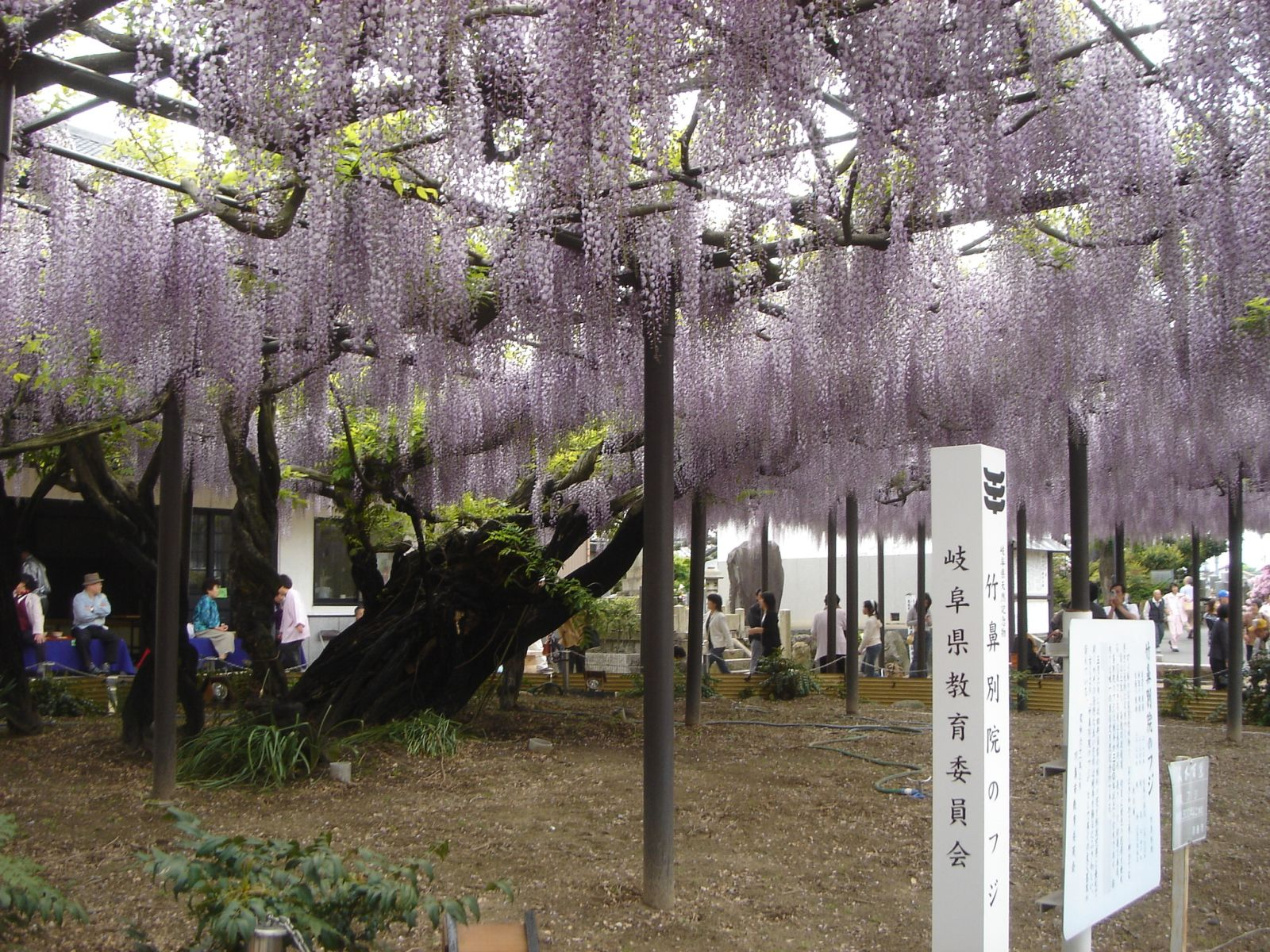
竹鼻別院の藤

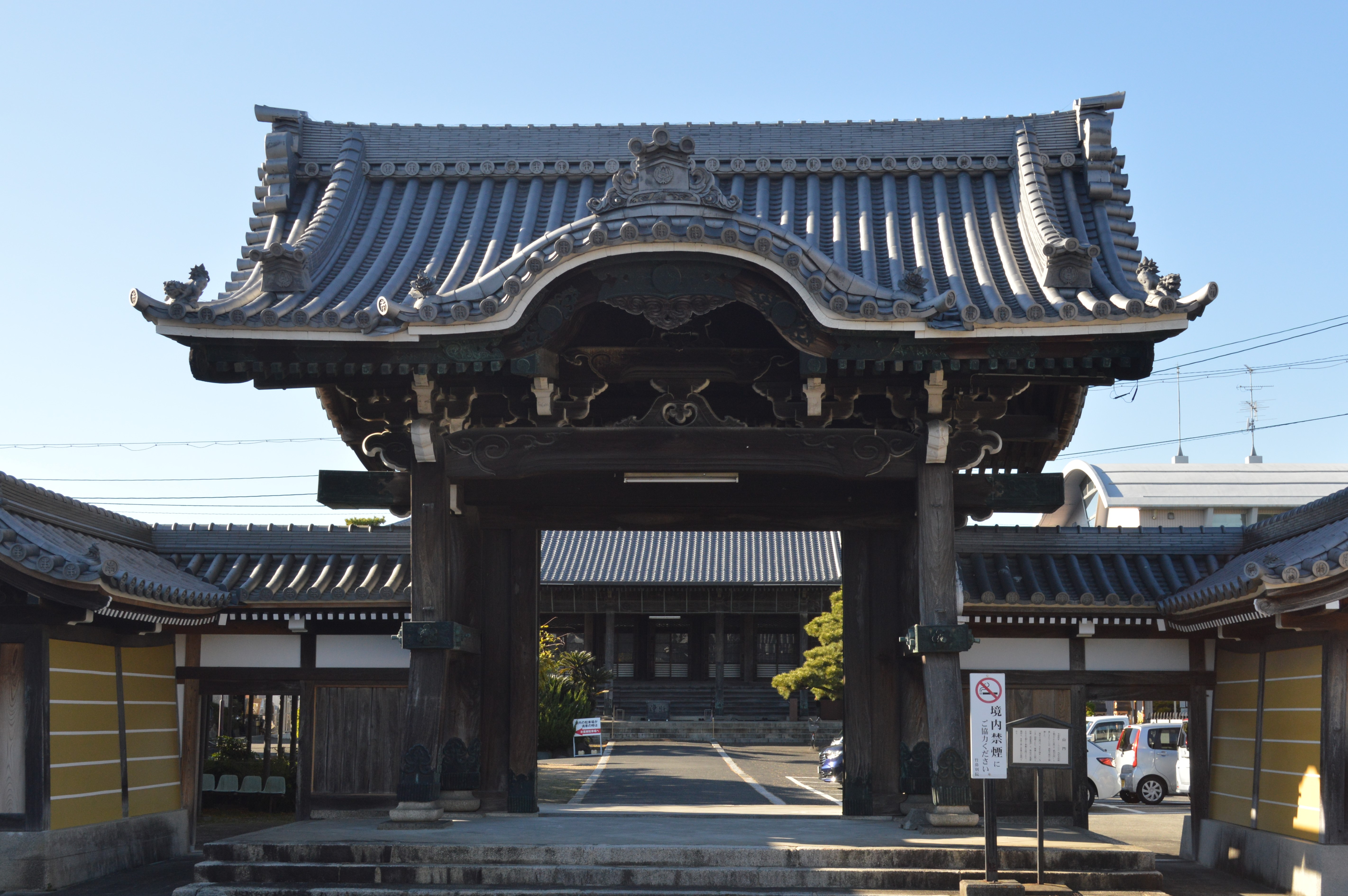
山門

真宗大谷派竹鼻別院（しんしゅうおおたにはたけはなべついん）は、岐阜県羽島市にある真宗大谷派の寺院である。同派の別院。旧称は御坊専福寺。

## 沿革
嘉禎元年（1235年）、親鸞が東国より帰京する際に三河国に立ち寄り、住民に説法していることを聞いた尾張国葉栗郡門間庄（現在の岐阜県羽島郡笠松町）の住人9名（後の河野九門徒）が帰依し、尾張国葉栗郡木瀬（現在の岐阜県羽島郡岐南町）に草庵を建立したのが始まりとされる。
文明2年（1470年）、蓮如がこの地を訪れた際、この草庵を再興。新加納（現在の各務原市）に移転して河野御坊と名づける。この地域には浄土真宗に改宗した寺院が多く、蓮如の足跡が多く残されている。
慶長9年（1604年）、教如により新加納から美濃国羽栗郡竹ヶ鼻村（現在の羽島市）に移転し、時期は不明だが「専福寺」に改称している。なお、河野御坊の一部は中屋（現在の各務原市）に移転し、河野西入坊となっている。
宝暦10年（1760年）、現在地に移転する。
文政5年（1822年）、本堂を再建する。
明治19年（1886年）、竹鼻別院と改称する。
明治24年（1891年）10月28日、濃尾地震で罹災し、堂宇が倒壊する。仮本堂を建立する。
大正11年（1922年）、第10世伊藤平左衛門を棟梁として再建される。

## 境内
- 本堂 - 1922年（大正11年）完成。棟梁は第10世伊藤平左衛門。
- 山門 - 1925年（大正14年）完成。棟梁は第10世伊藤平左衛門。

## 竹鼻別院の藤
竹鼻別院の境内にある藤は、推定樹齢300年以上。枝張りは東西約30m、南北約15mの大木である。単独の1本の藤としては日本有数の大きさであり、岐阜県指定天然記念物である。
毎年4月下旬～5月上旬には、「みの竹鼻まつり・ふじまつり」が開催され、竹鼻別院はその会場の一部となる。

## 河野九門徒
河野九門徒とは、尾張国葉栗郡にある、親鸞・蓮如にゆかりのある9つの寺院の総称である。河野は河野郷（河沼郷）のことという。
上記沿革のとおり、嘉禎元年（1235年）、親鸞が東国より帰京する際に三河国に立ち寄り、その説法を聞いた門間庄の住人9名が帰依し、草庵を建立する。文明2年（1470年）に、蓮如が草庵を再興し、かつて親鸞の説法を聞いて帰依した9人の門徒の子孫の寺院を「河野九門徒」と名づけたと伝えられる。
河野九門徒は、美濃国・尾張国の浄土真宗の中心となったという。現在もこの地域の寺院は、「河野」の字を冠する寺院名が多い。
- 善龍寺（現在の河野善龍寺、愛知県一宮市）
- 栄泉寺（現在の河野栄泉寺、愛知県一宮市）
- 妙性坊（現在の河野妙性坊、愛知県一宮市）
- 西徳寺（現在の河野円城寺、岐阜県羽島郡笠松町）
- 稱名寺（現在の河野稱名寺、岐阜県羽島郡笠松町）
- 専福寺（現在の竹鼻別院、岐阜県羽島市）
- 西入坊（現在の河野西入坊、岐阜県各務原市）
- 安楽寺（現在の河野安楽寺、岐阜県各務原市）
- 専光寺（現在の河野専光寺、岐阜県羽島郡岐南町）

## 所在地
所在地
- 岐阜県羽島市竹鼻町2808

交通アクセス
- 名鉄竹鼻線 羽島市役所前駅から徒歩で約5分。